# Julio César Salas
Julio César Salas is een gemeente in de Venezolaanse staat Mérida. De gemeente telt 18.000 inwoners. De hoofdplaats is Arapuey.